# Audiodescription

Pictogramme audiodescription.

L’audiodescription est un ensemble de techniques qui permettent de rendre des films, des spectacles ou des expositions, accessibles aux personnes aveugles ou malvoyantes grâce à un texte en voix off qui décrit les éléments visuels de l'œuvre. La voix de la description est placée entre les dialogues ou les éléments sonores importants afin de ne pas nuire à l'œuvre originale. Elle peut être diffusée dans des casques sans fil pour ne pas gêner les autres spectateurs.

## Origine
L'audiodescription est apparue aux États-Unis, au début des années 1970. Gregory Frazier, professeur à l'Université d'État de San Francisco (School of Creative Arts), regardait Le train sifflera trois fois (High Noon) à la télévision avec un ami aveugle. À la demande de ce dernier, Gregory Frazier lui a décrit brièvement les scènes et les actions dans les temps de silence séparant les dialogues. À la fin du film, l’ami aveugle avait tellement apprécié qu’il en était un homme transformé. Ce fut le déclic pour Frazier qui fit part de cette constatation au doyen de l'université, qui n'était autre qu'August Coppola (en), frère du célèbre réalisateur Francis Ford Coppola. Le doyen décida alors de mettre sur pied un programme académique. En 1988, le premier film en audiodescription présenté aux aveugles est Tucker de Francis Ford Coppola. Parallèlement, August Coppola et Gregory Frazier organisent la formation d'étudiants étrangers à l'audiodescription. Les Français seront les premiers à en bénéficier.

## Processus
Le processus d'une audiodescription cinématographique peut être divisé en quatre parties :
- La traduction (les audiodescripteurs sont parfois appelés « traducteurs d'image ») :

1. analyse de l'image (extraire le sens),
2. déverbalisation[3],
3. priorisation, c'est-à-dire sélection des éléments audiodécrits en fonction du temps imparti,
4. reformulation (travail de concision et de précision quant au choix des mots) ;

- L'enregistrement sonore en cabine insonorisée ;
- Le mixage (ajuster la bande son, placer les audiodescriptions au bon moment, etc.) ;
- Le pressage (avant mise en commerce ou avant mise à disposition dans les vidéothèques spécialisées).

La plupart du temps, les audiodescriptions sont réalisées en tandem (très souvent mixte) : deux audiodescripteurs se partagent la traduction, permettant ainsi une relecture croisée pour l'élaboration de la version définitive. Cette traduction sera enregistrée idéalement par un homme et une femme (les audiodescripteurs eux-mêmes ou des comédiens) : les alternances correspondent alors aux scènes de la production audiovisuelle considérée.
Des directives sont à appliquer lors de la traduction. Les premières ont été écrites en anglais. Il y a notamment les ITC Guidelines, publiées par l’OFCOM (anciennement ITC), organe de régulation du paysage audiovisuel britannique. En France, une Charte établit des principes-guides pour le processus d’élaboration d’une audiodescription (voir « En France »).
Le coût moyen d’une audiodescription en France est estimé par certains à 7 500 euros pour 30 jours de travail. Selon Patrick Saonit, responsable du secteur Audiovision à l’Association Valentin Haüy, audiodécrire un film d'une durée moyenne de 1 h 30 coûte entre 5 000 et 6 300 euros, et nécessite, en moyenne, deux semaines pour l’écriture du texte et une semaine pour la partie technique (enregistrement et mixage).
Pour le théâtre, il faut compter dix à quatorze jours selon la technique utilisée :
1. audiodescription totalement en direct ;
2. audiodescription en semi-direct (traduction faite au préalable) ;
3. audiodescription enregistrée sur MiniDisc.

## Diffusion
Les réalisations audiodécrites peuvent être diffusées de différentes manières :
- dans les salles de cinéma qui disposent d'un équipement adéquat (casques audios) pouvant être permanent ou installé de manière temporaire par une unité mobile ;
- dans les salles de théâtre disposant aussi de l'équipement adéquat, permanent ou temporaire ;
- par certaines chaînes de télévision, notamment numériques, pouvant proposer un flux audio supplémentaire (mixant son du film et audiodescription notamment en Haute définition - HDAD, ou ne proposant que l'audiodescription seule) ;
- par les plateformes de vidéo à demande qui proposent un tel flux audio ;
- par le circuit de distribution sur support vidéo (DVD, Blu-Ray Disc). Un DVD peut en effet contenir jusqu'à huit plages sonores, permettant l'accès à autant de « langues » différentes. La huitième plage reste rarement utilisée et pourrait être destinée à l'audiodescription de l'œuvre ;
- par des médiathèques qui prêtent les DVD audiodécrits à leurs abonnés (en France la médiathèque de l’Association Valentin Haüy effectue ce prêt gratuitement[9]).

## Par pays
L'audiodescription est une pratique courante depuis des années[évasif] au Royaume-Uni,, au Canada, et aux États-Unis. En France, l'audiodescription a fait son apparition en 1989,. Elle est également bien implantée en Allemagne. En Espagne, l'Organización Nacional de Ciegos de España (ONCE) s'implique particulièrement dans le développement du procédé. Citons également l'Australie, et le Brésil. Cette liste n'étant bien sûr pas exhaustive.

### En Belgique
Il y a lieu de faire la distinction entre les parties francophone et néerlandophone du pays.
À la fin des années 1990, deux pôles wallons importants ont relayé l'audiodescription en Belgique :
- L'ASBL Les Amis des aveugles[20] ;
- L'ASBL La Lumière[21] ;
- L'ASBL ASA propose l'audiodescription d'évènements sportifs et notamment le football en français.

L'ASBL Les Amis des aveugles s'est attelée à audiodécrire des films. La première audiodescription a été réalisée en 1999, en collaboration avec le Centre provincial d'Enseignement Spécial de Mons, et concernait le film Forrest Gump. Après le succès de l'expérience, l'ASBL prenait contact avec le studio professionnel One Two à Bruxelles et le comédien Philippe Drecq. Leur premier film audiodécrit était Le Jaguar, pour lequel ils recevaient l'aide du Fonds Jeanne et Pierre Beeckman. À ce jour, Les Amis des aveugles a réalisé une centaine de traductions. Les films ainsi doublés étaient projetés au sein de l'association. Par la suite, une collaboration a vu le jour entre l'association et le cinéma d'art et essai Plazza Arts de Mons.
Deux festivals de cinéma ont également projeté des films audiodécrits. Le Festival international du film d'amour avec le film La Mandoline du capitaine Corelli, et le Festival international du film francophone de Namur avec le film Le Vélo de Ghislain Lambert. Les Amis des aveugles a contacté le distributeur Belga Films pour obtenir l'autorisation d'audiodécrire le film K-Pax avant sa sortie, afin qu'il puisse être présenté, dans sa version audiodécrite, en avant-première mondiale au cinema Kinepolis Imagibraine.
L’ASBL La Lumière organisait des séances au complexe cinématographique Churchill de Liège, en faisant appel à l’Association Valentin Haüy.. En raison de coûts trop élevés, les projections sont tombées en désuétude, faisant de l’audiodescription une pratique inexistante en Belgique jusqu’à 2007.
En effet, en septembre 2007, une formation à l’audiodescription était rendue possible grâce aux Fonds Elia, organisée par l'Association bruxelloise et brabançonne des compagnies dramatiques (ABCD) et l'Œuvre nationale des aveugles (ONA), et visant à apprendre à 12 futurs traducteurs d'image les rudiments de l'audiodescription. La série d'exercices pratiques débutait le 16 février, avec la pièce Six personnages en quête d'auteur de Luigi Pirandello au Théâtre de la Place des Martyrs de Bruxelles. La formation, menée par Christine Welche, le comédien Cédric Juliens, et suivi par Aline Remael, se concluait en octobre 2008. La longueur du projet est principalement due au caractère bénévole de la démarche, contrairement à ce qui se fait en France ou au Royaume-Uni, où les audiodescripteurs officient de manière professionnelle.
À l’issue de cette formation, la première saison d’audiodescription a attiré plus de 280 spectateurs qui ont assisté à l’un des vingt spectacles accessibles, lors d’une des 50 représentations.
Les vingt spectacles qui constituent la deuxième saison, toujours en cours, ont déjà accueilli pas moins de 250 spectateurs. Cette saison a également été l’occasion pour trois recrues de se former à l’audiodescription et ainsi le rejoindre les rangs des audiodescripteurs.
Entre ces deux saisons, Audioscenic, une ASBL entièrement destinée à l’audiodescription, a vu le jour le 23 novembre 2009. L’association a permis à l’audiodescription de s’affranchir et ainsi de renforcer sa présence dans les théâtres belges. Elle compte un total de 14 traducteurs d’image qui s’attellent à rendre des spectacles amateurs et professionnels accessibles.
En 2014, l'association PAF (Professionnels de l'audiodescription francophone) voit le jour. Cette structure, formée d'auteurs et d'artistes de divers horizons, a comme objectif la pratique, le développement, la sensibilisation et la professionnalisation de l'audiodescription spécifiquement dans le domaine audiovisuel. PAF défend une audiodescription de qualité ayant pour vocation de rendre accessible la dimension sensible de toute œuvre ou communication visuelle. Inspirée par la dynamique créée en France autour de l'audiodescription - répondant aux normes européennes d'accessibilité - PAF est en mesure de répondre à toute audiodescription en langue française. PAF souscrit aux fondamentaux de la charte française rédigée en 2008.
Côté néerlandophone, l'association flamande Blindenzorg Licht en Liefde (Association d'aveugles Lumière et Amour) contactait en 1995 Markus Weiss, attaché au Royal National Institute of Blind People. La même année, un épisode de Langs de kade (Le long du quai) était audiodécrit, ainsi que la pièce, Driekoningenavond (La Nuit des rois de Shakespeare), présentée au City Theatre d'Anvers. Le 16 janvier 2006, une autre expérience était menée à Bruxelles : un épisode de F.C. De Kampionen (Football Club Les Champions) était présenté en audiodescription devant un public de cent vingt aveugles et malvoyants. En octobre de la même année, lors du Ghent International Film Festival, le film flamand De Zaak Alzheimer (L'affaire Alzheimer, Van Looy, 2003) était présenté en audiodescription.

### Au Canada
Le Centre for Learning Technology (CLT) de l'Université Ryerson à Toronto, expérimente diverses méthodes qui résoudraient quelques-uns des problèmes liés à l'audiodescription. Par exemple les menus interactifs parlants (principe d'audio-navigation), différents degrés de description, la narration à la première personne ou encore la description en direct.
Au Québec notamment, l'organisme Accessibilité Média Inc. (AMI) ainsi que l'Association canadienne des radiodiffuseurs (ACR), avec le soutien du Conseil de la radiodiffusion et des télécommunications canadiennes, ont conjointement élaboré des pratiques exemplaires dans la production d'audiodescription pour l'industrie canadienne.
Par ailleurs, le Réseau de recherche E-Inclusion, initié par le Centre de recherche en informatique de Montréal (CRIM), a rassemblé utilisateurs, artistes, producteurs et chercheurs, dans le but de développer l'accessibilité des aveugles ou malvoyants par l'automatisation des aspects du processus de production et de post-production multimédia. E-Inclusion a mis en ligne un site expérimental de vidéodescription personnalisée avec voix de synthèse. En 2017, Bibliothèque et Archives nationales du Québec a lancé une collection de films francophones vidéodécrits, produits par le CRIM. Le recours notamment à des techniques en lien avec l'intelligence artificielle permet une production plus rapide.

### Aux États-Unis

Pictogramme utilisé aux États-Unis pour signaler l'audiodescription.

Aux États-Unis, la technique utilisée est le Descriptive Video Service (DVS) basée à Boston. Le réseau PBS diffuse de tels programmes depuis 1990, ils sont accessibles aux personnes équipées d'un récepteur Multichannel television sound (MTS).
La Federal Communications Commission (commission de régulation) avait exigé des vingt-cinq plus gros diffuseurs d'utiliser ce système, mais une cour fédérale a jugé en 2002 que cette décision ne relevait pas de sa juridiction.[réf. souhaitée]

### En France
En 1989, Maryvonne Simoneau-Joërg, maître de conférences à l’ESIT Sorbonne, est contactée par August Coppola pour être formée à l’audiodescription, et emmener avec elle deux étudiants pour suivre l’enseignement de Gregory Frazier. Jean-Yves Simoneau et Marie-Luce Plumauzille sont choisis pour l’accompagner. L’Association Valentin Haüy au service des aveugles et des malvoyants (AVH) soutient ce projet de développement en France. Ensemble, ils présentent pour la première fois l’audiodescription en France lors du Festival de Cannes 1989, avec la projection d’extraits de deux films : Les Diaboliques de Henri-Georges Clouzot et Les Enfants du paradis de Marcel Carné. Au cours de l’automne de la même année, l’AVH présente le premier film audiodécrit pour les aveugles et malvoyants français : Indiana Jones et la Dernière Croisade de Steven Spielberg.
En France, le terme parfois utilisé d’« Audiovision » (employé aussi au Canada) est une marque appartenant à l’Association Valentin Haüy. Aujourd’hui, l’AVH est le principal producteur d'audiodescriptions en France, avec un catalogue de plus de 300 films.
Parmi les acteurs « historiques » du procédé en France, le Théâtre national de Chaillot donnait dès 1990 une pièce audiodécrite : Le Songe d'une nuit d'été de Shakespeare mis en scène par Jérôme Savary. L'association Accès Culture est aujourd'hui le principal prestataire dans le domaine de l'audiodescription du spectacle vivant.
Parmi les organismes et commanditaires s'intéressant activement au procédé et ayant joué un rôle important dans son développement, la chaîne de télévision Arte propose régulièrement depuis 2000 deux films audiodécrits par mois. En 1995 déjà, La Cinquième diffusait un programme audiodécrit pour les personnes équipées d'un récepteur Nicam.
En 2000, le Festival de Cannes « off » diffusait Bunker Palace Hôtel de Enki Bilal, puis Se souvenir des belles choses de Zabou Breitman en 2002, et C'est le bouquet de Jeanne Labrune en 2003 ; le Festival Retour d'Image, qui se penche sur les liens entre cinéma et handicap, diffusait en 2003, 2005 et 2007 de nombreux films (longs et courts métrages) audiodécrits et sous-titrés. Le 19 mars 2006, le Festival Cinéma d'Alès Itinérances proposait une séance tous public d'un film bénéficiant de ce procédé. Cette séance bénéficiait également d'un sous-titrage adapté pour sourds et malentendants. Le Festival Cinéma d'Alès Itinérances continue depuis la programmation de films adaptés à ces handicaps sensoriels.
En 2008, TF1 prend part à son tour à l'aventure, grâce à l'arrivée récente de la TNT. Le 29 février 2008, la chaîne propose pour la première fois à ses téléspectateurs un documentaire en Audiovision, en collaboration avec l'AVH : Kilimandjaro, au-delà des limites. En septembre 2009, la chaîne publique France 2 audiodécrit pour la première fois, en collaboration avec En Aparté, un épisode de l'émission Rendez-vous en terre inconnue avec le chanteur non-voyant Gilbert Montagné.
Grâce au soutien de la Mairie de Paris, du Centre culturel Simone Signoret[réf. souhaitée] et de TVS Titra Film qui s'est chargé de la réalisation de l'audiodescription, le procédé est accessible aux salles de cinéma. Le 24 septembre 2008, la Palme d'Or du dernier festival de Cannes Entre les murs de Laurent Cantet est disponible pour les malentendants et les malvoyants dans deux salles de cinéma à Paris.
Le 11 février 2005 était publiée la Loi pour l'égalité des droits, des chances, la participation et la citoyenneté des personnes handicapées, dite Loi handicap. Le 10 janvier 2008, le chanteur Gilbert Montagné remettait aux autorités françaises un rapport sur l'intégration des personnes malvoyantes et aveugles à la vie de la cité, recommandant entre autres le développement de l'audiodescription. Le 10 décembre 2008, sous l'égide de Patrick Gohet, Délégué interministériel aux personnes handicapées, une charte de l'audiodescription, initiée et rédigée par Laure Morisset et Frédéric Gonant de En Aparté, était signée par les professionnels de l'audiovisuel et les associations représentatives du public aveugle et malvoyant. Dans la foulée se mettait en place en mars 2009, toujours sous l'impulsion de M. Gohet, une Commission destinée à promouvoir l'audiodescription.
Il existe aujourd'hui une vingtaine d’audiodescripteurs reconnus en France. L’un des trois précurseurs du procédé, Marie-Luce Plumauzille – également à l’origine de stages de formation dispensés par l’AVH – comptait fin 2009 une quinzaine de personnes formées, dont plus d’une dizaine agissant à titre de professionnels. En mai 2009, En Aparté et Maryvonne Simoneau-Joërg se joignent à l’École supérieure d'interprètes et de traducteurs pour mettre au point la première formation professionnelle et qualifiante d'audiodescripteurs.
En 2006, l'association En Aparté prend forme, afin de développer l'audiodescription et d'en promouvoir l'existence auprès des professionnels de l'audiovisuel. Ils interviennent également en milieu scolaire et proposent des ateliers d'initiation à l'audiodescription. Depuis 1994 formée à Paris par Mme Simonneau au sein de l'AVH Jacqueline Dussol (l'Oeil qui écoute) intervient largement en direct dans des salles de cinéma sur des films à l'affiches (y compris d'art et d'essai, y compris enfants) dans des salles non équipées sur la région PACA, et au-delà au festival Off, à Villeneuve en scène, aux Chorégies, à Vaison Danse, à Cannes...Mène aussi de nombreux ateliers en milieu scolaire du primaire au lycée de sensibilisation au handicap par le biais de la découverte de ce qu'est l'audiodescription. De 2000 à 2010 Signes particuliers, festival totalement accessible en audiodescription. Devient IMAGES EN MIROIR en 2010, sera renouvelé en 2018 avec l'entier soutien des associations de personnes mal et non-voyantes.
En mai 2008, plusieurs audiodescripteurs, auteurs d'une grande partie des productions cinématographiques et télévisuelles disponibles à ce jour, créaient autour de Marie-Luce Plumauzille le site audiodescription.fr, devenu en 2010 audiodescription-france.org pour faire connaître leur métier et accélérer le développement d'une audiodescription de qualité. En décembre 2009, les animateurs du site se regroupaient au sein de l’Association française d'audiodescription (AFA) pour mieux agir auprès des pouvoirs publics. En mai 2010, l’AVH et l’AFA s'associent au cinéma L'Arlequin pour créer le Festival du film en audiovision Valentin Haüy.
En septembre 2010, la chaîne de télévision M6 diffuse un premier programme en audiodescription : Le secret, épisode de la série Victoire Bonnot. En octobre de la même année, le Conseil supérieur de l'audiovisuel (France) demande aux chaînes de télévision de s’engager en faveur des personnes aveugles ou malvoyantes.
Le 14 octobre 2010, la Jeune Chambre Économique de la Rochelle avec le soutien de plusieurs partenaires, équipe et inaugure la grande salle du cinéma Dragon CGR de La Rochelle du système de réception des audiodescriptions par casque infra rouge.
En 2015, le collectif Le Cinéma Parle voit le jour à Paris. Il s'organise autour de trois auteurs audiodescripteurs, tous issus du cinéma, de quatre collaborateurs déficients visuels professionnels et de trois ingénieurs du son. Le travail d'adaptation du collectif est guidé par le désir de transmission des œuvres cinématographiques : le respect des choix de mise en scène et des partis pris esthétiques des auteurs fonde leur pratique audiodescriptive. Ainsi Le Cinéma Parle défend-il la version audiodécrite des films comme une expérience de cinéma inédite qui intéresse tous les spectateurs, et comme un dispositif novateur en matière de transmission du septième art. C'est pour cette raison que Le Cinéma Parle a toujours refusé de qualifier la pratique audiodescriptive de "procédé" ou encore d'"ensemble de techniques". Il s'adosse en cela sur le rapport écrit par la juriste Hélène de Montluc, et publié en 2012 : Audiodescription, propriété littéraire et artistique. Ainsi, la première partie de ce rapport titre-t-il : "L'audiodescription, d'un procédé à un métier", et se conclut-il par : " (...) incontestablement le stade du procédé purement technique est dépassé et [...] le travail effectué par le descripteur répond aujourd’hui à une demande de nature professionnelle et donne au descripteur un rôle essentiel et plus personnel qui se traduira nécessairement dans le texte de la description de l’œuvre première". Le dialogue nourri, d'une part avec les réalisateurs, d'autre part avec les usagers déficients visuels, assure à l'équipe du collectif le questionnement permanent de leur écriture et la pertinence de son évolution. Le Cinéma Parle choisit la forme associative en 2017 et devient L'Oeil Sonore & Le Cinéma Parle. Il adapte aussi bien des œuvres cinématographiques que des programmes audiovisuels, travaille sur du format court ou long, sert le geste documentaire, aussi bien que la comédie ou l'animation. Il enregistre ou interprète en direct ses audio descriptions. Il mène également de longue date des ateliers de découverte sensible ou de pratique audio descriptive, où s'interrogent la particularité de cette singulière écriture du cinéma et ses éléments qualitatifs. Il participe activement aux échanges et réflexions mis en oeuvre par les institutions - Centre National de la Cinématographie et de l'Image Animée, Conseil Supérieur de l'Audiovisuel - ou par les réseaux associatifs. Ces échanges et ces réflexions travaillent d'une part, à cerner les éléments incontournables d'une accessibilité de qualité et d'autre part, à partager sa démarche de longue date pour une transmission inclusive des œuvres cinématographiques et audiovisuelles. L'Oeil Sonore & Le Cinéma Parle s'est également tourné vers la description d'autres expressions artistiques.
En 2018, l'association Valentin Haüy cesse de réaliser des audiodescriptions et de faire appel à l'équipe de descripteurs formés par Marie-Luce Plumauzille jusqu'en 2008. Entre-temps, les laboratoires se sont emparés du marché de l'audiodescription. Les tarifs baissent (d'environ 33 euros brut la minute de film en 2010 à 15 euros brut la minute de film, parfois beaucoup moins, en 2020) au détriment des auteurs. La qualité s'en ressent.
L'association "Les Yeux Dits, traducteurs d'images" se constitue. https://www.les-yeux-dits.fr/
Elle défend l'audiodescription comme œuvre en soi et les conditions de travail adaptées à cette exigence. Certains auteurs viennent de l'ancienne équipe de l'Association Valentin Haüy et de l'AFA (Marie Gaumy, Séverine Skierski), d'autres, comme Hamou Bouakkaz, Salim Ejnaïni et Anne-Sarah Kertudo sont des personnalités et auteurs en situation de handicap. Tous sont issus du milieu culturel et cherchent à en faire une maison commune, persuadés que nous avons tout à gagner à vivre dans un monde accessible à tous. Ils développent pour ce faire, ateliers, production, conseils, projets d'envergure, conseils et sensibilisation auprès des institutions (CNC,CSA, chaînes TV, scènes nationales, cinéma, musées, organisations territoriales).
En 2025, le ministère de la Culture ouvre le portail de l'audiodescription : https://audiodescription.beta.gouv.fr/. Cette plateforme propose un catalogue de plus de 2500 films en audiodescription.

### Au Royaume-Uni
L'audiodescription fait d'abord son apparition dans le milieu théâtral. Dans les années 1980, dans le Nottinghamshire, un petit théâtre familial propose une représentation audiodécrite pour le public aveugle. Le directeur de ce théâtre, conscient du potentiel, inspire le Theatre Royal Windsor qui, à partir de février 1988, propose régulièrement des pièces audiodécrites.
Dans les années 2010, près de 8 % des programmes sont décrits. Diverses associations promeuvent l'audiodescription : le Royal National Institute of Blind People (RNIB) ou l'organisation VocalEyes, ainsi que des figures importantes (Veronika Hyks, Andrew Holland pour ne citer qu'eux). La BBC, ITV et Channel 4 ont-elles aussi tenté de sensibiliser la population par le biais de spots explicatifs.
Le 1996 Broadcasting Act stipule que dix ans après avoir obtenu sa licence, une chaîne de télévision numérique terrestre doit audiodécrire 10 % de ses émissions. Le Communications Act 2003 a ensuite étendu cette règle aux chaînes de télévision numérique par satellite. Cependant, les chaînes ont considéré les rediffusions, ainsi que les programmes diffusés à des heures creuses, comme partie intégrante du pourcentage et ce, afin de limiter leurs coûts de production. Un des objectifs actuels du RNIB reste toujours de mettre un frein à cette tendance. De plus, le RNIB se bat pour que le minimum légal passe de 10 à 20 %.
En ce qui concerne les cinémas, aucune disposition légale n'a été mise en place. Tout ce qui se fait actuellement est donc le fruit de la volonté des différents acteurs du monde du septième art :
- 8 % des films sont audiodécrits ;
- 1 % des films de Buena Vista International et de Warner Brothers distribués sur le territoire britannique sont audiodécrits, y compris les films étrangers.

L'audiodescription, en permettant aussi de lire une traduction des dialogues en langue étrangère, rend de ce fait accessibles aux aveugles et non-voyants des films qui ne proposaient auparavant cette traduction que sous la forme de sous-titres.

### En Suisse
La Télévision suisse romande a commencé à diffuser des films en audiodescription depuis le 3 mars 2008 avec le film Ray. La bande son décrivant le film est accessible en analogique via le bicanal (canal audio utilisé traditionnellement pour la version originale) ou en numérique via un canal audio spécial ou anglais.